# Битва под Вучьим Долом (1876)
Вучий Дол (серб. Волчья долина) — плато около шести миль к востоку от Билечи, где в 1876 году произошло решающее сражение между турками и черногорцами.

## Состав войск
В Черногорского-турецкой войне 1876—1878 годов, Северный отряд Черногории, состоявший из 17 черногорских, 11 герцеговинских батальонов и четырёх орудий, после провала на Бишини, собрался в Невесинье 27 июля, вечером в деревне Врбици между Вучим Долом и Билечей. В этот день князь Никола послал все силы в 4-ю бригаду, а 6 резервный батальон попал под его непосредственное командование.
Турецкие войска (24 батальона и 12 орудий) прибыли в Билечу 27 июля 1876 года.
Турки 28 июля в составе 16 батальонов и 12 орудий, взяли курс Билеча — Вучи Дола — Убли. Войска распределялись так: четыре батальона и два орудия под командованием Селима-паши, пять батальонов и три орудия под командованием Османа-паши и девять батальонов и семь орудий под непосредственным командованием Ахмед Мухтар-паши, а также башибузуки (1000 человек).

## Ход сражения
Черногорско-герцеговинские форпосты подвергались артиллерийскому обстрелу с высот Кокот (1249 м), Ковчег (1216 м) и Голо Брдо (1049 м и 1073 м). Войска Черногории двинулись из лагеря в деревню и начали наступать на высоты — оборону Ковчега сломили справа под командованием сердара Йоле Пилетича, в центре под командованием Байо Бошковича, а слева под командованием воеводы Петра Вукотича, за ним шли войска воеводы Пеко Павловича, а князь Никола повел свой батальон на Кокот (1249 м). Турки сдерживали атаки на Кокот и Ковчег. Затем Северный отряд ворвался в позиции Вардара и Кокота, и когда турки были на расстояние 1000—1500 м, пошли им навстречу. Хотя без поддержки артиллерии, которая была направлена в Убли, левое крыло Северного отряда находилось в трудном положении, черногорцы смогли разбить иррегулярных башибузуков, которые вырвались из рядов низамов (регулярные войска Турции). Северный отряд взял натиском Ковчег и захватил много орудий, при этом был убит Селим-паша. Тем временем, правое крыло Северного отряда разбило колонну Османа-паши, захватило орудия и истребило целый батальон турок. Мухтар-паше удалось сбежать, а его войска в панике бежали в Билечу, оставив орудия. Сломленные войска турок были догнаны и Осман-паша на следующий день ушел в отставку.
В сражении турки потерпели тяжелое поражение. Эта победа считалась самой важной за всю Черногорско-турецкую войну.